# Tarphonomus certhioides
Tarphonomus certhioides е вид птица от семейство Furnariidae. Видът е незастрашен от изчезване.

## Разпространение
Разпространен е в Аржентина, Боливия и Парагвай.